# Czarnogóra na Letnich Igrzyskach Olimpijskich 2012
Reprezentacja Czarnogóry na Letnich Igrzyskach Olimpijskich 2012 liczyła trzydziestu trzech zawodników (15 kobiet i 18 mężczyzn). Czarnogóra miała swoich przedstawicieli w 7 spośród 29 rozgrywanych dyscyplin. Zawodnicy z tego kraju dotychczas nie zdobyli żadnego medalu. Chorążym reprezentacji był judoka Srđan Mrvaljević, dla którego był to trzeci start na igrzyskach. Najmłodszą reprezentantką Czarnogóry na Letnich Igrzyskach Olimpijskich 2012 była 18-letnia szczypiornistka Marina Vukčević, a najstarszym przedstawicielem tego kraju był niespełna 43-letni strzelec Nikola Šaranović. Dwoje zawodników uczestniczyło już w igrzyskach tj. Mrvaljević oraz Šaranović.
Był to drugi start tej reprezentacji na letnich igrzyskach olimpijskich.

## Zdobyte medale
| Medal  | Zawodnik | Dyscyplina   | Konkurencja    | Rezultat                                 |
| ------ | --- | ------------ | -------------- | ---------------------------------------- |
| Srebro | Marina Vukčević, Radmila Miljanić, Jovanka Radičević, Ana Đokić, Marija Jovanović, Ana Radović, Anđela Bulatović, Sonja Barjaktarović, Maja Savić, Bojana Popović, Suzana Lazović, Katarina Bulatović, Majda Mehmedović, Milena Knežević | Piłka ręczna | turniej kobiet | w finale uległy zespołowi Norwegii 23:26 |

## Reprezentanci

### Lekkoatletyka
Mężczyźni
| Zawodnik        | Konkurencja  | Eliminacje | Eliminacje | Finał | Finał   |
| Zawodnik        | Konkurencja  | Wynik      | Miejsce    | Wynik | Miejsce |
| --------------- | ------------ | ---------- | ---------- | ----- | ------- |
| Danijel Furtula | rzut dyskiem | 57,48      | 38.        |       |         |

Kobiety
| Zawodniczka       | Konkurencja | Finał   | Finał   |
| Zawodniczka       | Konkurencja | Wynik   | Miejsce |
| ----------------- | ----------- | ------- | ------- |
| Slađana Perunović | maraton     | 2:39:07 | 77.     |

### Boks
Mężczyźni
| Zawodnik        | Konkurencja          | 1/16              | 1/8              | Ćwierćfinały     | Półfinały        | Finał            | Finał   |
| Zawodnik        | Konkurencja          | Przeciwnik Wynik  | Przeciwnik Wynik | Przeciwnik Wynik | Przeciwnik Wynik | Przeciwnik Wynik | Pozycja |
| --------------- | -------------------- | ----------------- | ---------------- | ---------------- | ---------------- | ---------------- | ------- |
| Boško Drašković | półciężka (do 81 kg) | Osmar Bravo 11-16 |                  |                  |                  |                  | 17.     |

### Piłka ręczna
Kobiety
- Trener: Dragan Adžić[4][5]

| Nr | Imię i nazwisko     | Data urodzenia (wiek)          | Wzrost (cm) | Waga (kg) | Klub                        | Pozycja      |
| -- | ------------------- | ------------------------------ | ----------- | --------- | --------------------------- | ------------ |
| 1  | Marina Vukčević     | 24 sierpnia 1983(dts) (28)     | 178         | 74        | Budućnost Podgorica         | Bramkarka    |
| 2  | Radmila Miljanić    | 19 kwietnia 1988(dts) (24)     | 174         | 60        | Budućnost Podgorica         | Skrzydłowa   |
| 4  | Jovanka Radičević   | 23 października 1986(dts) (25) | 169         | 66        | Győri ETO KC                | Skrzydłowa   |
| 5  | Ana Đokić           | 9 lutego 1979(dts) (33)        | 169         | 66        | Budućnost Podgorica         | Obrotowa     |
| 8  | Marija Jovanović    | 26 grudnia 1985(dts) (26)      | 182         | 66        | C.S. Oltchim Râmnicu Vâlcea | Rozgrywająca |
| 9  | Ana Radović         | 21 sierpnia 1986(dts) (25)     | 176         | 62        | Budućnost Podgorica         | Rozgrywająca |
| 10 | Anđela Bulatović    | 15 stycznia 1987(dts) (25)     | 175         | 67        | Budućnost Podgorica         | Rozgrywająca |
| 12 | Sonja Barjaktarović | 11 września 1986(dts) (25)     | 183         | 72        | Budućnost Podgorica         | Bramkarka    |
| 14 | Maja Savić          | 24 czerwca 1976(dts) (36)      | 176         | 65        | Budućnost Podgorica         | Skrzydłowa   |
| 17 | Bojana Popović (K)  | 30 marca 1980(dts) (32)        | 185         | 74        | Budućnost Podgorica         | Rozgrywająca |
| 20 | Jasna Tošković      | 16 marca 1989(dts) (23)        | 189         | 85        | Békéscsabai Előre NKSE      | Rozgrywająca |
| 26 | Suzana Lazović      | 28 stycznia 1992(dts) (20)     | 176         | 72        | Budućnost Podgorica         | Obrotowa     |
| 32 | Katarina Bulatović  | 15 listopada 1984(dts) (27)    | 186         | 73        | C.S. Oltchim Râmnicu Vâlcea | Rozgrywająca |
| 77 | Majda Mehmedović    | 25 maja 1990(dts) (22)         | 169         | 63        | Budućnost Podgorica         | Skrzydłowa   |
| 90 | Milena Knežević     | 25 maja 1990(dts) (22)         | 178         | 67        | Budućnost Podgorica         | Rozgrywająca |

Faza grupowa
| Zespół          | M | Z | R | P | G + | G - | +/- | Pkt |
| --------------- | - | - | - | - | --- | --- | --- | --- |
| Brazylia        | 5 | 4 | 0 | 1 | 137 | 122 | 15  | 8   |
| Chorwacja       | 5 | 4 | 0 | 1 | 145 | 115 | 30  | 8   |
| Rosja           | 5 | 3 | 1 | 1 | 151 | 125 | 26  | 7   |
| Czarnogóra      | 5 | 2 | 1 | 2 | 137 | 123 | 14  | 5   |
| Angola          | 5 | 1 | 0 | 4 | 132 | 142 | -10 | 2   |
| Wielka Brytania | 0 | 0 | 0 | 5 | 91  | 166 | -75 | 0   |

| 28 lipca 201220:30 | Czarnogóra | 31:19(18:12) | Wielka Brytania | Copper Box, Londyn |
| 28 lipca 201220:30 |            | 31:19(18:12) |                 | Copper Box, Londyn |

| 30 lipca 201220:30 | Brazylia | 27:25(15:16) | Czarnogóra | Copper Box, Londyn |
| 30 lipca 201220:30 |          | 27:25(15:16) |            | Copper Box, Londyn |

| 1 sierpnia 201212:15 | Czarnogóra | 30:25(13:14) | Angola | Copper Box, Londyn |
| 1 sierpnia 201212:15 |            | 30:25(13:14) |        | Copper Box, Londyn |

| 3 sierpnia 201215:30 | Chorwacja | 27:26(12:12) | Czarnogóra | Copper Box, Londyn |
| 3 sierpnia 201215:30 |           | 27:26(12:12) |            | Copper Box, Londyn |

| 5 sierpnia 201215:30 | Czarnogóra | 25:25(15:16) | Rosja | Copper Box, Londyn |
| 5 sierpnia 201215:30 |            | 25:25(15:16) |       | Copper Box, Londyn |

#### Ćwierćfinał
| 7 sierpnia 201220:30 | Czarnogóra                           | 23:22(13:13) | Francja           | Copper Box, Londyn Sędzia: OLESEN Per, PEDERSEN Lars Ejby |
| 7 sierpnia 201220:30 | Bojana Popović, Katarina Bulatović 6 | 23:22(13:13) | Mariama Signate 6 | Copper Box, Londyn Sędzia: OLESEN Per, PEDERSEN Lars Ejby |

#### Półfinał
| 9 sierpnia 201220:30 | Hiszpania            | 26:27(13:13) | Czarnogóra           | Copper Box, Londyn Sędzia: KRSTIC Nenad, LJUBIC Peter |
| 9 sierpnia 201220:30 | Nely Carla Alberto 6 | 26:27(13:13) | Katarina Bulatović 9 | Copper Box, Londyn Sędzia: KRSTIC Nenad, LJUBIC Peter |

#### Finał
| 11 sierpnia 201220:30 | Norwegia              | 26:23(13:10) | Czarnogóra            | Copper Box, Londyn Sędzia: BONAVENTURA Charlotte, BONAVENTURA Julie |
| 11 sierpnia 201220:30 | Linn-Jørum Sulland 10 | 26:23(13:10) | Katarina Bulatović 10 | Copper Box, Londyn Sędzia: BONAVENTURA Charlotte, BONAVENTURA Julie |

### Judo
Mężczyźni
| Zawodnik         | Konkurencja | 1/16                             | 1/8              | Ćwierćfinały     | Półfinały        | Repasaże 1       | Repasaże 2       | Finał            | Finał   |
| Zawodnik         | Konkurencja | Przeciwnik Wynik                 | Przeciwnik Wynik | Przeciwnik Wynik | Przeciwnik Wynik | Przeciwnik Wynik | Przeciwnik Wynik | Przeciwnik Wynik | Pozycja |
| ---------------- | ----------- | -------------------------------- | ---------------- | ---------------- | ---------------- | ---------------- | ---------------- | ---------------- | ------- |
| Srđan Mrvaljević | (do 81 kg)  | Awtandil Czrikiszwili 0001- 0100 |                  |                  |                  |                  |                  |                  | 9.      |

### Żeglarstwo
| Zawodnik      | Konkurencja | Wyścig | Wyścig | Wyścig | Wyścig | Wyścig | Wyścig | Wyścig | Wyścig | Wyścig | Wyścig | Wyścig | Punkty | Finałowa pozycja |
| Zawodnik      | Konkurencja | 1      | 2      | 3      | 4      | 5      | 6      | 7      | 8      | 9      | 10     | M*     | Punkty | Finałowa pozycja |
| ------------- | ----------- | ------ | ------ | ------ | ------ | ------ | ------ | ------ | ------ | ------ | ------ | ------ | ------ | ---------------- |
| Milivoj Dukić | Laser       | 26     | 33     | 35     | 32     | 22     | 30     | 24     | 38     | 23     | 23     |        | 249    | 30.              |

### Strzelectwo
Mężczyźni
| Zawodnik         | Konkurencja              | Kwalifikacje | Kwalifikacje | Finał | Finał   |
| Zawodnik         | Konkurencja              | Wynik        | Pozycja      | Wynik | Pozycja |
| ---------------- | ------------------------ | ------------ | ------------ | ----- | ------- |
| Nikola Šaranović | 10m karabin pneumatyczny | 565          | 41.          |       |         |
| Nikola Šaranović | 50m pistolet dowolny     | 524          | 38.          |       |         |

### Piłka wodna
Mężczyźni
- Trener: Ranko Perović

| Nr | Imię i nazwisko    | Poz. | Wzrost (cm) | Waga (kg) | Data urodzenia           | Klub              |
| -- | ------------------ | ---- | ----------- | --------- | ------------------------ | ----------------- |
| 1  | Denis Sefik        | D    | 198         | 115       | 20 września 1976(dts)    | ASD Civitavecchia |
| 2  | Draško Brguljan    | D    | 194         | 88        | 27 grudnia 1984(dts)     | Vasas Budapest    |
| 3  | Vjekoslav Pasković | D    | 181         | 85        | 23 marca 1985(dts)       | Posillipo         |
| 4  | Antonio Petrović   | CB   | 193         | 95        | 24 września 1982(dts)    | RN Savona         |
| 5  | Dragan Drašković   | D    | 192         | 94        | 1 września 1988(dts)     | RN Bogliasco      |
| 6  | Aleksandar Radović | D    | 191         | 95        | 24 lutego 1987(dts)      | VK Partizan       |
| 7  | Mlađan Janović     | D    | 191         | 94        | 11 czerwca 1984(dts)     | RN Savona         |
| 8  | Nikola Janović     | D    | 191         | 100       | 22 marca 1980(dts)       | VK Jug Dubrovnik  |
| 9  | Aleksandar Ivović  | CB   | 197         | 105       | 24 lutego 1986(dts)      | PVK Jadran        |
| 10 | Boris Zloković     | CF   | 197         | 100       | 16 marca 1983(dts)       | Pro Recco         |
| 11 | Vladimir Gojković  | D    | 188         | 92        | 29 stycznia 1981(dts)    | PVK Jadran        |
| 12 | Predrag Jokić      | CF   | 188         | 96        | 2 marca 1983(dts)        | VK Budva          |
| 13 | Miloš Šćepanović   | GK   | 185         | 89        | 9 października 1982(dts) | PVK Jadran        |

Grupa B
| Drużyna           | M | W | R | P | G+ | G- | G=  | Pkt |
| ----------------- | - | - | - | - | -- | -- | --- | --- |
| Serbia            | 5 | 4 | 1 | 0 | 69 | 38 | 31  | 9   |
| Czarnogóra        | 5 | 3 | 1 | 1 | 54 | 41 | 13  | 7   |
| Węgry             | 5 | 3 | 0 | 2 | 65 | 52 | 13  | 6   |
| Stany Zjednoczone | 5 | 3 | 0 | 2 | 43 | 44 | -1  | 6   |
| Rumunia           | 5 | 1 | 0 | 4 | 48 | 55 | -7  | 2   |
| Wielka Brytania   | 5 | 0 | 0 | 5 | 28 | 78 | -50 | 0   |

29 lipca 2012
| Czarnogóra | 7:8 | Stany Zjednoczone |

31 lipca 2012
| Węgry | 10:11 | Czarnogóra |

2 sierpnia 2012
| Chorwacja | 11:11 | Serbia |

4 sierpnia 2012
| Czarnogóra | 12:8 | Rumunia |

6 sierpnia 2012
| Wielka Brytania | 4:13 | Czarnogóra |

#### Ćwierćfinał
8 sierpnia 2012
| Hiszpania | 9:11 | Czarnogóra |

#### Półfinał
10 sierpnia 2012
| Chorwacja | 7:5 | Czarnogóra |

#### Mecz o trzecie miejsce
12 sierpnia 2012
| Czarnogóra | 11:12 | Serbia |